# جزيرة مالالونغ
جزيرة مالالونغ وهي جزيرة من جزر إندونيسيا، وتقع في إقليم كالمنتان الشرقية.